# Songs for Drella
Songs for Drella är ett musikalbum av Lou Reed och John Cale, utgivet 1990. Det är ett konceptalbum om konstnären Andy Warhol, deras vän och mentor från de första åren med The Velvet Underground. Drella var ett smeknamn för Warhol använt av hans medarbetare, sammansatt av Dracula och Cinderella.
Efter Warhols bortgång 1987 började Cale och Reed arbeta tillsammans, för första gången sedan Cale lämnat The Velvet Underground 1968. Som en hyllning till Warhol skrev de ett antal låtar tillsammans som de först framförde live 1989 och sedan sammanställde till ett album som gavs ut året därpå. Låtarna är dels av biografisk karaktär om Warhols liv, ibland ur ett självbiografiskt perspektiv, och dels Cales och Reeds personliga kommentarer om och till Warhol.
Cale lovade i slutskedet av inspelningarna att aldrig mer arbeta med Reed, på grund av personliga motsättningar mellan de båda. Redan 1993 kom de dock att spela ihop igen, när Velvet Underground återförenades för en turné i Europa.

## Låtlista
Samtliga låtar skrivna av Lou Reed och John Cale.
1. "Small Town" - 2:03
2. "Open House" - 4:17
3. "Style It Takes" - 2:54
4. "Work" - 2:37
5. "Trouble With Classicists" - 3:41
6. "Starlight" - 3:28
7. "Faces and Names" - 4:12
8. "Images" - 3:30
9. "Slip Away (A Warning)" - 3:05
10. "It Wasn't Me" - 3:30
11. "I Believe" - 3:17
12. "Nobody but You" - 3:45
13. "A Dream" - 6:33
14. "Forever Changed" - 4:51
15. "Hello It's Me" - 3:04

## Medverkande
- Lou Reed - gitarr, sång (spår 1, 2, 4, 6, 8-12 och 15)
- John Cale - keyboard, fiol, sång (spår 3, 5, 7, 13 och 14)